# Közönséges bíborbagoly
A közönséges bíborbagoly (Eublemma purpurina) a kvadrifid bagolylepkefélék családjába tartozó, Eurázsiában honos lepkefaj. 

## Megjelenése
A közönséges bíborbagoly szárnyfesztávolsága 2-2,6 cm. Tora, potroha világos zöldessárga, majdnem fehéres. Elülső szárnyának töve világoszöldes árnyalatú okkersárga, a sárga szín kifelé egyre mélyül. A belső keresztvonal sötét ibolyáspiros, messzire kiszögellik a sejtben, igen keskeny és homályos. A még sötétebb külső keresztvonal szinte vele párhuzamosan halad. A szárny színe a közepétől a szegélyig egyre sötétedő ibolyáspiros vagy orgonalila; a külső határvonala finom és fehéres, nagyon zegzugos, a szárny csúcsában végződik és sötét belső szegélye a rojtra is kiterjed. A külső szegély halvány rózsáslila. Hátulsó szárnya világos olajbarna. Az elülső szárny fonákja lilásszürke, a hátulsóé fehéresszürke. A rojt az elülső szárnyon halványlila, hátul fehéres
A rózsás szín intenzitása változékony. 
Hernyója sötét zöldesszürke, sárgásszürke hosszanti vonalakkal, ritkás, hosszú szőrökkel; feje feketésbarna. Bábja karcsú, vörösesbarna. 

### Hasonló fajok
A hangyabogáncs-bíborbagoly hasonlít hozzá.

## Elterjedése
Eurázsiában honos, Portugáliától Közép-Ázsiáig. Megtalálható a Brit-szigeteken és Dél-Skandináviában is. Magyarországon mindenütt előforduló, gyakori faj, de sehol nem tömeges. 

## Életmódja
Száraz rétek, legelők, sziklagyepek, pusztagyepek, sztyeppék, útszélek, folyópartok (ahol a bogáncs ás aszat gyakori) lakója. 
Évente két nemzedéke nő fel, imágóival május-júniusban és július-októberben lehet találkozni. Éjjel aktív, a mesterséges fényforrások vonzzák. Hernyója különböző aszat- (főleg a mezei aszat) és bogáncsfajok vagy a nagy ezerjófű leveleit eszi. A második nemzedék hernyója áttelel és tavasszal kettős barnásszürke szövedékben bebábozódik. 

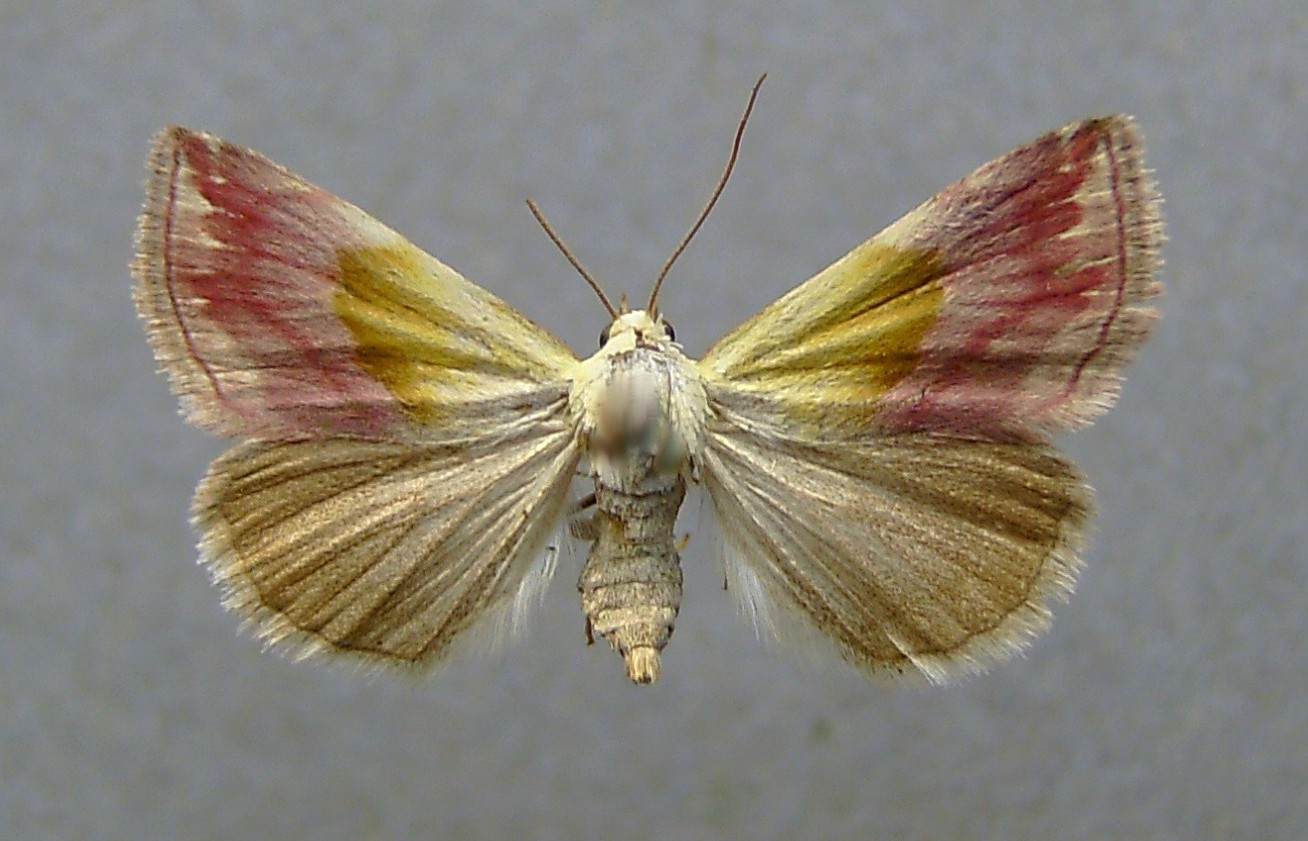
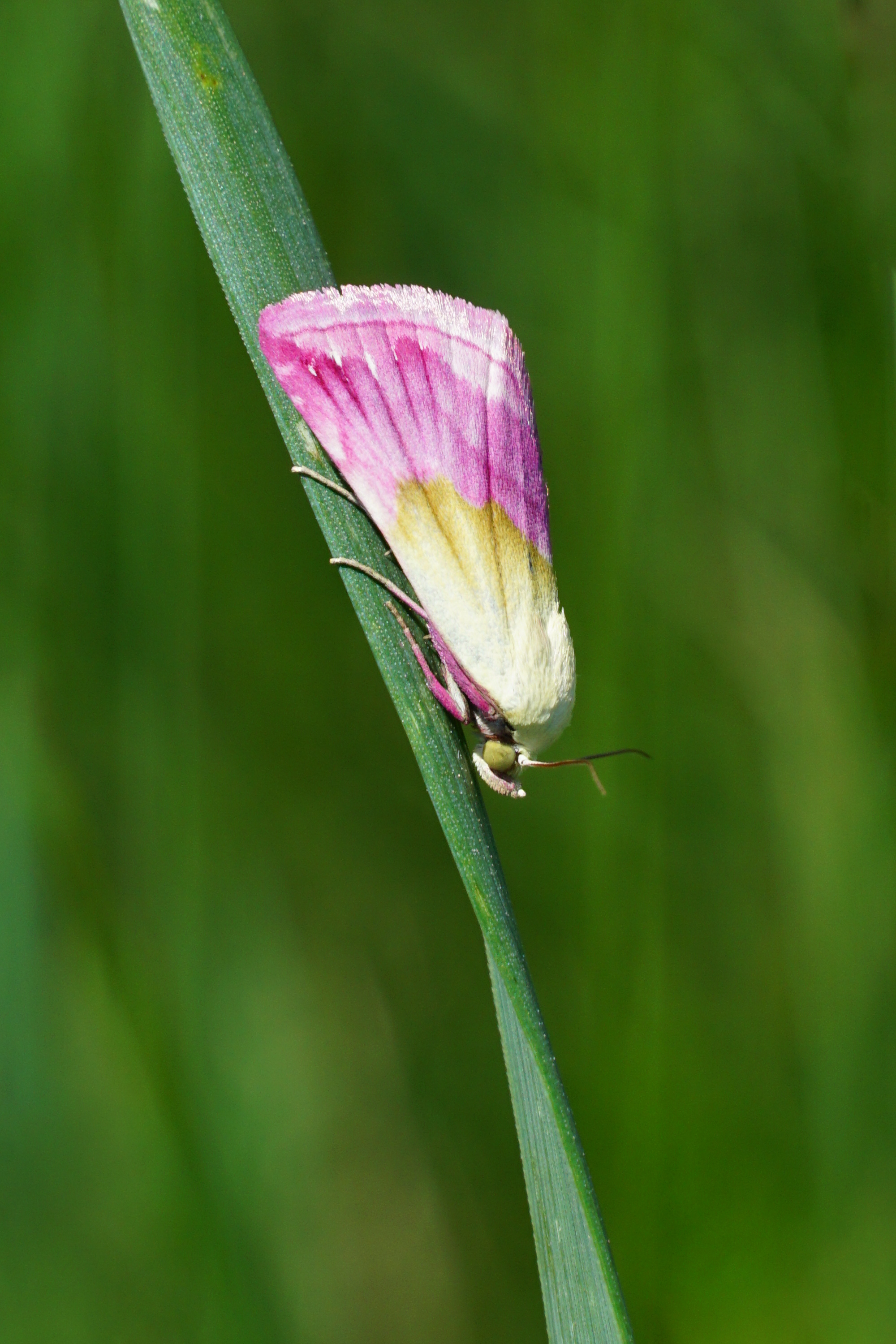
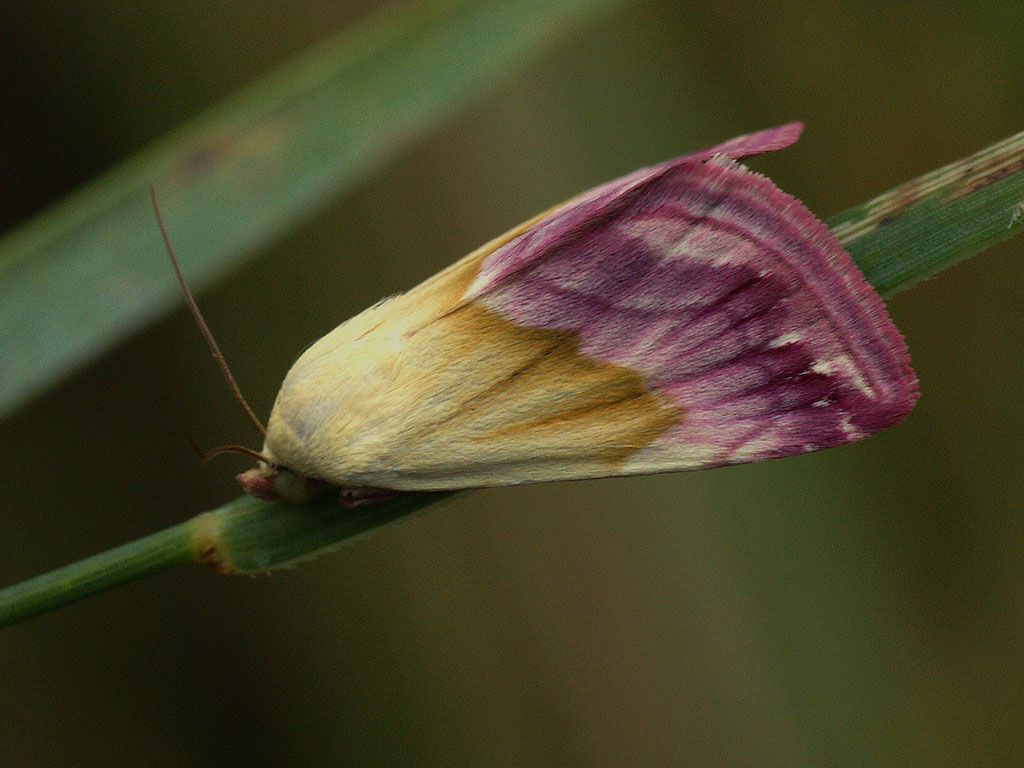
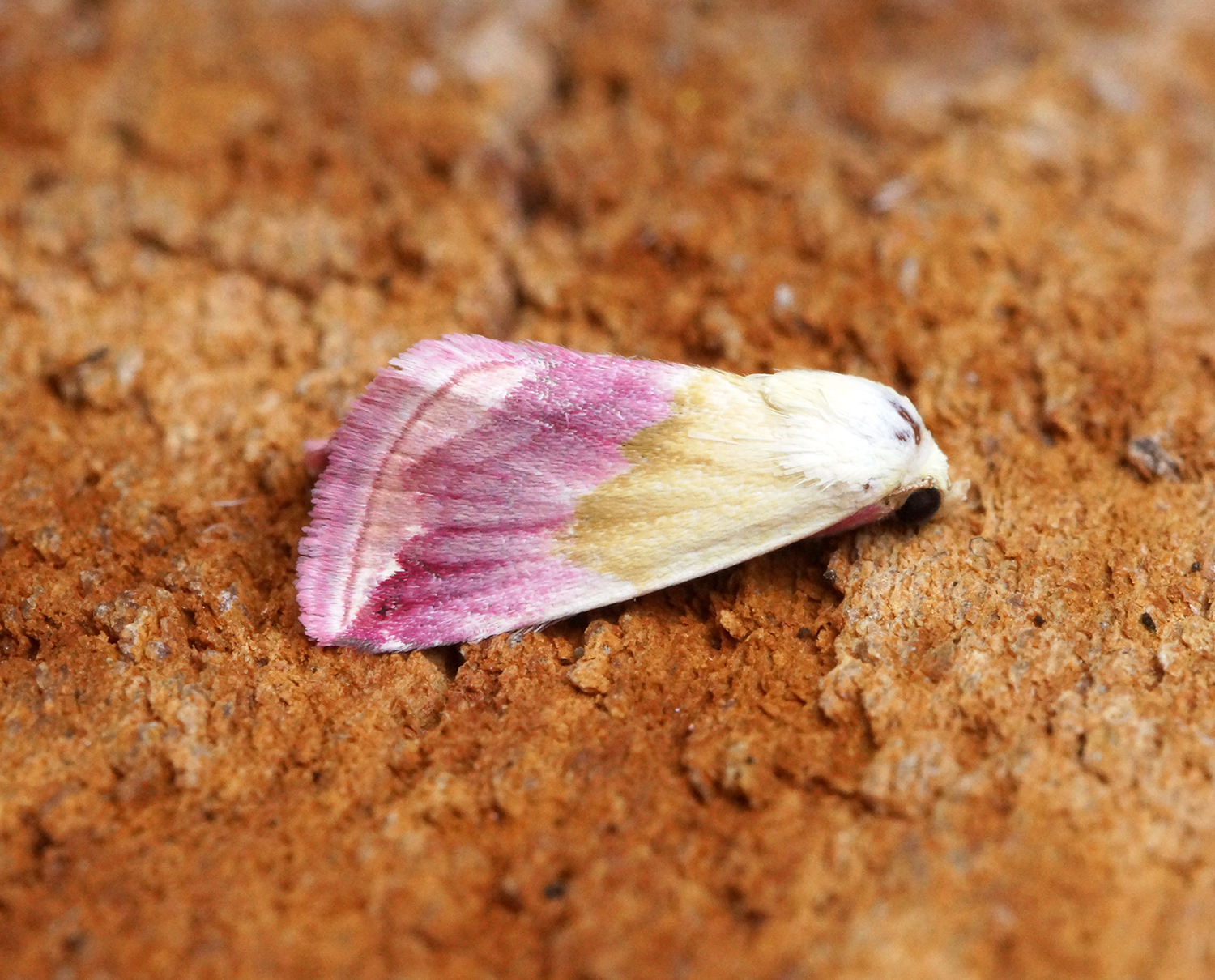
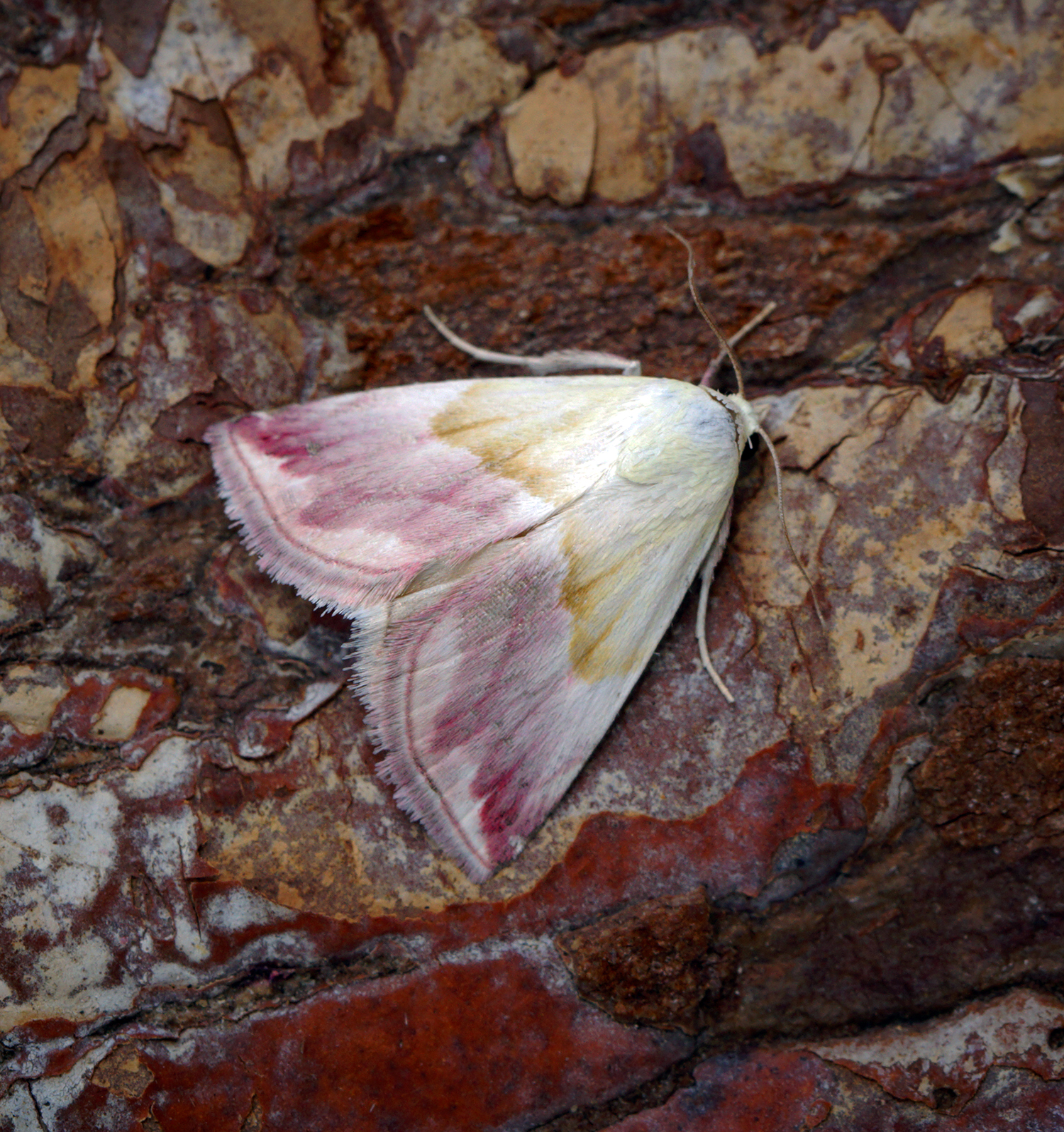

Magyarországon nem védett.